# Čínské bylinkářství

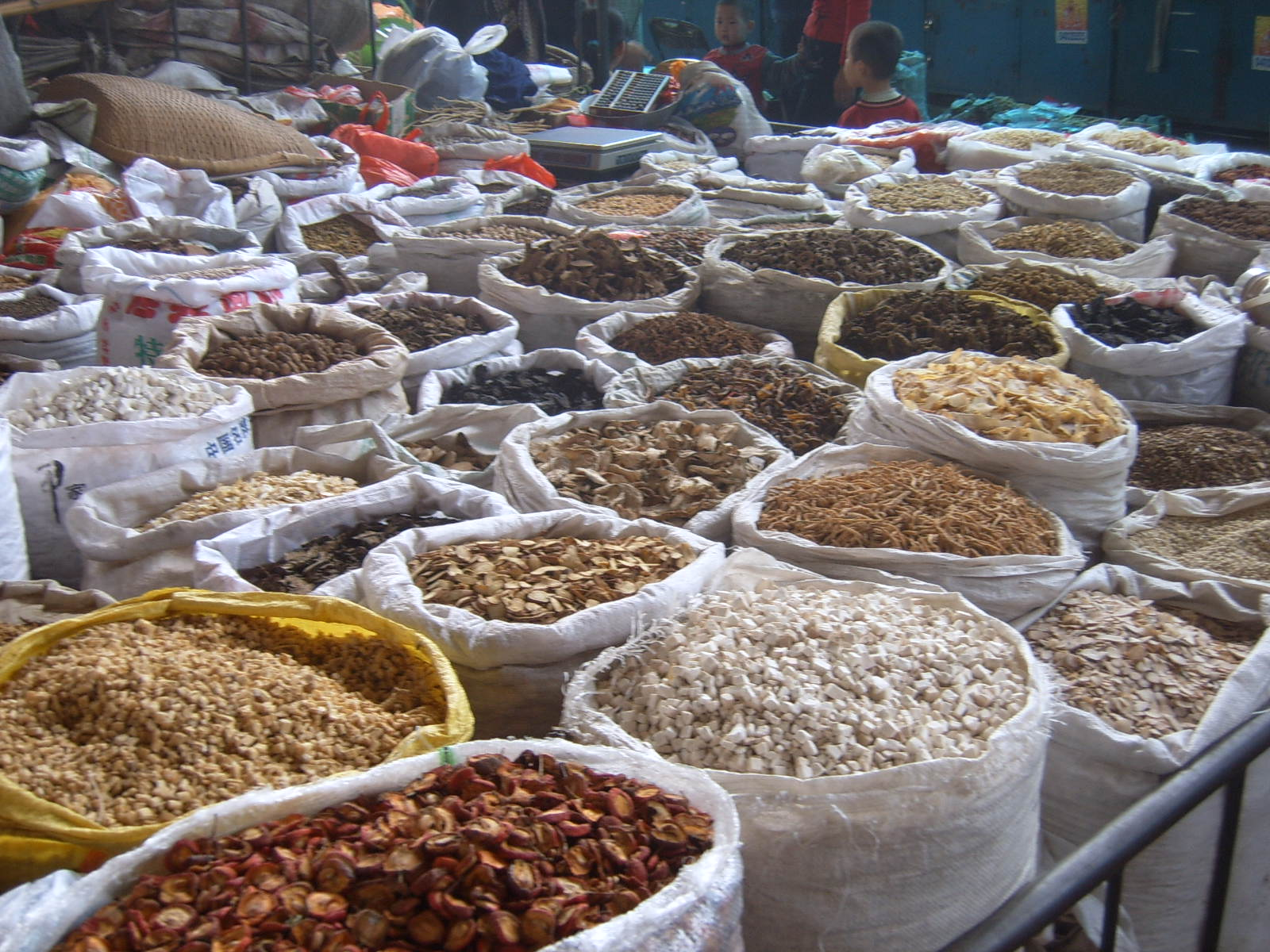
Sušené byliny a rostliny pro čínské bylinářství na trhu Xi'an

Čínské bylinkářství je teorie tradiční čínské bylinné terapie. Představuje větší část léčby v tradiční čínské medicíně (TCM). Redakční magazín Nature popsal TCM jako „pseudovědu“ a uvedl, že nejzřejmějším důvodem, proč nedodala mnoho skutečných léků, je to, že většina léčby nemá žádný logický mechanismus působení.
Termín bylinkářství je zavádějící v tom smyslu, že zatímco rostlinné prvky jsou nejčastěji používané, používají se zde také živočišné, lidské a minerální produkty, z nichž některé jsou jedovaté. V Huangdi Neijing jsou označovány jako 毒藥 [duyao], což znamená toxin, jed nebo také lék. Pan Unschuld poukazuje na to, že se jedná o podobnou etymologii jako řecké pharmakon, a proto používá výraz „farmaceutický“.
Výzkum účinnosti tradiční čínské bylinné terapie je nekvalitní a často je ovlivněn zaujatostí s malými nebo žádnými doloženými důkazy o účinnosti. Existují také obavy, a to ohledně řady potenciálně toxických čínských bylin.

## Historie

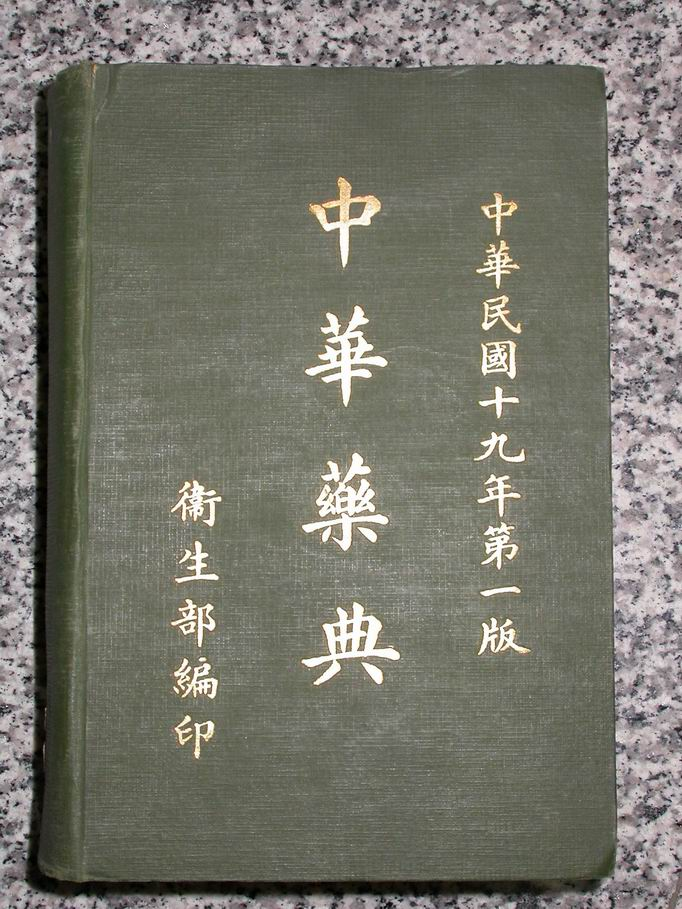
Čínský lékopis

Čínské bylinky se používají již po celá staletí. V rané literatuře existují seznamy postupů pro specifická onemocnění. Příkladem je rukopis „Recepty na 52 Onemocnění“, nalezen v Ma-wang-tuej, který byl zapečetěn roku 168 př. n. l.

## Toxicita
Vzhledem k tomu, že se TCM stává v západním světě stále populárnější, vzrůstají obavy z potenciální toxicity mnoha tradičních čínských léčivých přípravků, včetně rostlin, živočišných částí a minerálů. U většiny léčivých přípravků jsou testy účinnosti a toxicity založeny spíše na tradičních znalostech než na laboratorní analýze. Toxicitu v některých případech lze potvrdit moderním výzkumem (např. u štíra); v některých případech to nelze (např. u rostliny Curculigo).
Kromě toho mohou mít přísady různá jména v různých lokalitách nebo v historických textech a různé přípravky mohou mít ze stejného důvodu podobné názvy, což může vytvářet nekonzistence a zmatek při výrobě léčivých přípravků s možným nebezpečím otravy. Edzard Ernst „dospěl k závěru, že nepříznivé účinky rostlinných léčivých přípravků jsou důležitým, i když opomíjeným předmětem dermatologie, který si zaslouží další systematické zkoumání.“ Výzkum naznačuje, že toxické těžké kovy a nehlášené drogy nalezené v čínských bylinných léčivech mohou být vážným zdravotním problémem.
Většina čínských bylin je bezpečná, ale některé prokazatelně nejsou. Laboratorní zprávy ukazují, že produkty jsou kontaminovány drogami, toxiny nebo jsou užity nepravdivé informace o přísadách. Některé bylinky používané v TCM mohou také reagovat s léky, mít vedlejší účinky nebo být nebezpečné pro lidi s určitými zdravotními problémy.

## Ekologické dopady

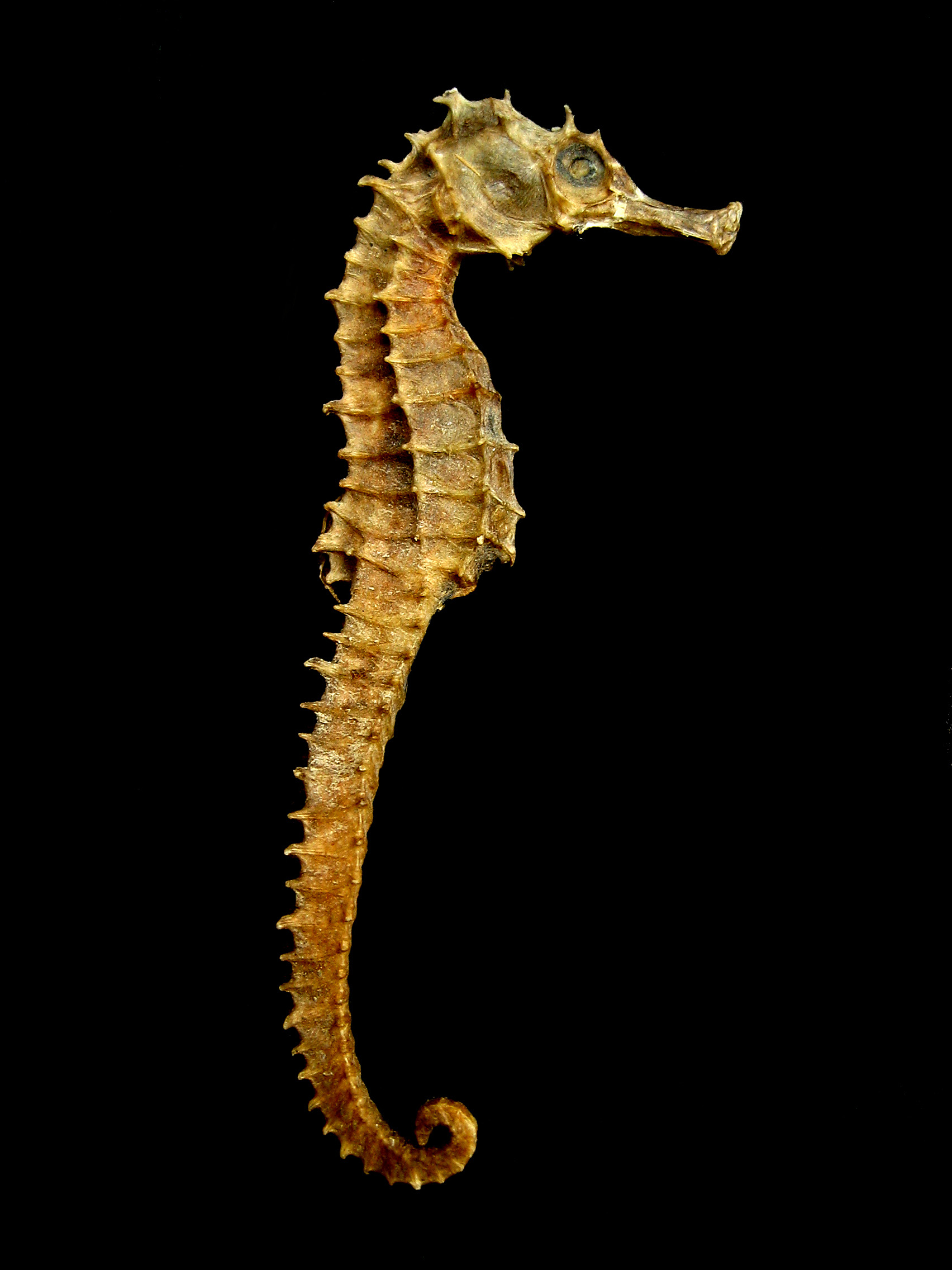
Sušený mořský koník, jako je tento, se hojně používají v tradiční medicíně v Číně i jinde.

Části ohrožených druhů používaných jako léky v TCM zahrnují tygří kosti a roh nosorožce. Například černý trh s rohem nosorožce za posledních 40 let snížil světovou populaci nosorožců o více než 90 procent. Rovněž vyvstaly obavy ohledně používání krunýře želvy a mořských koníků.
TCM uznává medvědí žluč jako léčivou. Více než 12 000 asijských černých medvědů je dnes chováno v „medvědích farmách“, kde trpí krutými podmínkami, zatímco jsou drženi v malých klecích. Medvědi jsou vybaveni jakýmsi permanentním katétrem, který je výhodnější než zabíjení medvědů. Katétr vede permanentním otvorem v břiše přímo do žlučníku. Zvýšená mezinárodní ostražitost již používání žluči mimo Čínu zastavila.